# Darvel
Darvel är en ort i Storbritannien.   Den ligger i kommunen East Ayrshire och riksdelen Skottland, i den centrala delen av landet, 500 km nordväst om huvudstaden London. Darvel ligger 104 meter över havet och antalet invånare är 3 225.
Terrängen runt Darvel är platt norrut, men söderut är den kuperad. Darvel ligger nere i en dal som går i öst-västlig riktning. Runt Darvel är det ganska tätbefolkat, med 58 invånare per kvadratkilometer. Närmaste större samhälle är Kilmarnock, 13,4 km väster om Darvel. Trakten runt Darvel består i huvudsak av gräsmarker.